# Brina Vogelnik
Brina Vogelnik, slovenska pevka, glasbenica, lutkarica in oblikovalka, * 1977, Ljubljana.
Rojena je bila kulturno osveščenim staršem, njen oče je sinolog Mitja Saje, mati pa vsestranska umetnica, arhitektka Eka Vogelnik. Študij na Akademiji za likovno umetnost in oblikovanje v Ljubljani je Brina končala z diplomo (2002) ter magisterijem (2008) iz plastelinske animacije na smeri Oblikovanja VK. Kot otroka jo je za ljudski material in lutke navdušila mama Eka Vogelnik, za ples pa babica Marija Vogelnik. Sodeluje v plesnih in lutkovnih predstavah Kinetikon KUD, otroških TV serijah (Bisergora, Pozabljene knjige naših babic) na TV Slovenija, Lutkovnim gledališčem Ljubljana (glasba za marionetno lutkovno predstavo Makalonca) idr. Z violinistom Bojanom Cvetrežnikom vodi glasbene delavnice za najmlajše na glasbeni šoli Godalkanje, poučuje petje na Akademiji za Ples.

## Diskografija
- Prvič je kot pevka nastopila s skupino Šišenska bajka na festivalu Druga godba (1999), ta pa ji je odprla vrata do prvega albuma Graščakinja (2002), ki ga je posnela s skupino String.si Vlada Batiste in zanjo prejela nagrado Zlata ptica.
- Leta 2004 je z ansamblom Brina (v sestavi Brina Vogelnik, Jelena Ždrale, Luka Ropret, Drago Ivanuša, Nino de Gleria, Blaž Celarec) izdala album Mlado leto, nato še Pasjo legendo (2006) in Slečeno kožo (2011), ter se z njimi vidno uvrstila na zemljevid glasb sveta. Pasja legenda je kar tri mesece zasedala top 10 lestvice World Music Charts Europe. Pesem Poljanska balada je bila nominirana za skladbo leta za BBC World Service, ki ga je urejal Charlie Gillet.
- Leta 2006 je Brina kot drugi predstavnik iz Slovenije v zgodovini nastopila na Womex – World Music Expo, kar ji je odprlo glasbeno tržišče s turnejami po Španiji, Severni Ameriki in Mehiki.
- Leta 2009 je izdala zgoščenko z otroškimi pesmimi Bisergora in ga pospremila s koncertno predstavo BibaMica na koncertu (scenarij, režija, pevka in lutkovna animatorka lutke BibaMica)
- Leta 2014 je z Janezom Dovčem izdala avtorski CD Pomladne sanje.

## Lutkovne predstave
Kot lutkarica je sodelovala pri projektih produkcije Kinetikon KUD v režiji Eke Vogelnik:
- O deklici, ki je prehitro rasla
- O Miški, ki si je trebušček raztrgala
- Cirkus Butale
- Lažnjivi kljukec
- Trgovci z novci
- Mala morska deklica
- BibaMica na potepu
- Ljubljanski klošarji